# Anachemmis linsdalei
Anachemmis linsdalei är en spindelart som beskrevs av Norman I. Platnick och Darrell Ubick 2005. Anachemmis linsdalei ingår i släktet Anachemmis och familjen Tengellidae. Inga underarter finns listade i Catalogue of Life.